# 细叶云南松
细叶云南松（学名：Pinus yunnanensis var. tenuifolia）为松科松属的变种。分布在中国大陆的贵州、广西等地，生长于海拔400米至1,200米的地区，多生长于河谷地带，目前尚未由人工引种栽培。